# Dorfkirche Rottstock (Brück)
Die evangelische Dorfkirche Rottstock ist eine spätgotische Saalkirche in der Stadt Brück im Landkreis Potsdam-Mittelmark in Brandenburg. Sie gehört zur Evangelischen Kirchengemeinde Brück im Kirchenkreis Mittelmark-Brandenburg der Evangelischen Kirche Berlin-Brandenburg-schlesische Oberlausitz.

## Geschichte
Über die Baugeschichte der Kirche ist bislang wenig überliefert. Der Bau des Kirchenschiffs ist dendrochronologisch auf die 1430er Jahre datiert, die Erweiterung um den Chor erfolgte vermutlich am Ende des 15. Jahrhunderts. Die Vergrößerung der Fenster am Kirchenschiff geht auf das 18. Jahrhundert zurück, als die zuvor gotisch geformten Öffnungen die heutigen korbbogigen Abschlüsse erhielten. Weitere Umbauten sind aus dem 19. Jahrhundert überliefert. 1905 errichteten die Baumeister den steilen Turmhelm. Im Turm befinden sich zwei Glocken, von denen eine auf das Jahr 1248, die zweite auf die zweite Hälfte des 13. Jahrhunderts datiert werden konnte.

## Architektur
Die Kirche wurde aus Feldsteinen errichtet, ebenso der halbrund geschlossene Chor. Der östliche Backsteingiebel des Kirchenschiffs aus der Zeit um 1500 ist mit Blenden verziert. Der Westturm ist ein wenig schmaler als das Kirchenschiff ausgeführt und verfügt über einen querrechteckigen Grundriss. Der Helm ist achteckig.

## Ausstattung
Im Innern befinden sich ein rundbogiger Triumphbogen sowie eine hufeisenförmige Empore. Der hölzerne Altaraufsatz konnte von Experten auf die Zeit um 1740 datiert werden. Er zeigt im Hauptfeld die Kreuzigung Christi, im Sockel das Abendmahl Jesu. Die Wangen sind mit Akanthus verziert. Ein Bildmedaillon zeigt Jesus in den Stunden vor seiner Gefangennahme im Garten Gethsemane in Jerusalem, eine weitere Szene die Himmelfahrt. Die Kanzel ist vergleichsweise schlicht ausgeführt und könnte aus derselben Epoche stammen, wurde jedoch zu einem späteren, bislang nicht bekannten Zeitpunkt verändert und ergänzt. Sie ist mit Bildern Jesu Christi sowie den Evangelisten und Paulus von Tarsus verziert. Der Taufstein ist spätromanischen Ursprungs, aus Sandstein gearbeitet und mit einem Rundbogenfries verziert. Ein Grabstein erinnert an den Pastor Paul Tischer, der 1748 verstarb. Die Orgel ist ein Werk von Friedrich Wilhelm Lobbes aus dem Jahr 1879/80 mit acht Registern auf einem Manual und Pedal.